# Pseudocatolaccus sayatamabae
Pseudocatolaccus sayatamabae is een vliesvleugelig insect uit de familie Pteromalidae. De wetenschappelijke naam is voor het eerst geldig gepubliceerd in 1950 door Ishii.